# Dictyna latens
Dictyna latens là một loài nhện trong họ Dictynidae. Chúng được Johan Christian Fabricius miêu tả năm 1775.